# Colt 9mm SMG
A Colt 9mm SMG, também conhecida como Colt Model 635, é uma submetralhadora 9×19mm Parabellum fabricada pela Colt, baseada no fuzil M16.

## Detalhes do design
A Colt 9mm SMG é uma submetralhadora de ferrolho fechado e operada por blowback, em vez da convencional operação a gás de impacto direto do fuzil M16. Como uma arma de ferrolho fechado, a Colt SMG é inerentemente mais precisa do que armas de ferrolho aberto, como a Uzi israelense.
A estética geral é idêntica à maioria dos fuzis do tipo M16. As alterações incluem um grande defletor de cartuchos plástico montado na parte traseira da janela de ejeção. As Colt 9mm SMGs de fábrica têm um cano de 10,5 polegadas (268 mm) e um receptor superior do estilo M16, o que significa que possuem uma alça de transporte fixa, nenhum retém safa-panes e miras A1 (com configurações de 50 e 100 metros). O encaixe de carregador é modificado, com o uso de um adaptador especial para permitir o uso de carregadores 9mm, menores. Os carregadores em si são uma cópia do carregador da submetralhadora israelense Uzi, modificados para caber na Colt e trancar o ferrolho para trás após o último disparo.

## Variantes
Os atuais modelos de produção da Colt 9mm SMG são o R0635, que possui um seletor de tiro com as posições seguro / semiautomático / automático, e o R0639, que possui um seletor de tiro com as posições seguro / semiautomático / rajada de três tiros. Ambos estão equipados com um cano de 10,5 polegadas (268 mm) de comprimento. A 633 era uma versão compacta e modificada, com um cano de 7 polegadas (180 mm), tubo da coronha hidráulico e massa de mira simplificada usada pela DEA.
O modelo mais comum é o 635, cuja versão mais recente está simplesmente marcada como SMG 9mm NATO.

## Utilizadores
- Argentina: usada pelo Exército Argentino.[12]
- Bangladesh: usada pela Força Especial de Segurança e pela SWAT da Polícia Metropolitana de Daca.[13]
- Índia: usada pela unidade OCTOPUS e pela Polícia de Andra Pradexe.[14]
- Israel: usada pelas forças especiais das Forças de Defesa de Israel.[15]
- Malásia: usada pela força contra-terrorista Pasukan Khas Udara (PASKAU), da Força Aérea Real da Malásia.[16]
- Estados Unidos: usada pelo Corpo de Fuzileiros Navais.[17][18] Também é usada pelo Serviço de Delegados dos Estados Unidos, SWAT do Los Angeles Police Department, Agência Federal de Prisões, Serviço de Segurança Diplomática e várias outras agências federais.[19] A Drug Enforcement Administration (DEA) previamente usava a submetralhadora, mas não está mais em serviço.

## Galeria

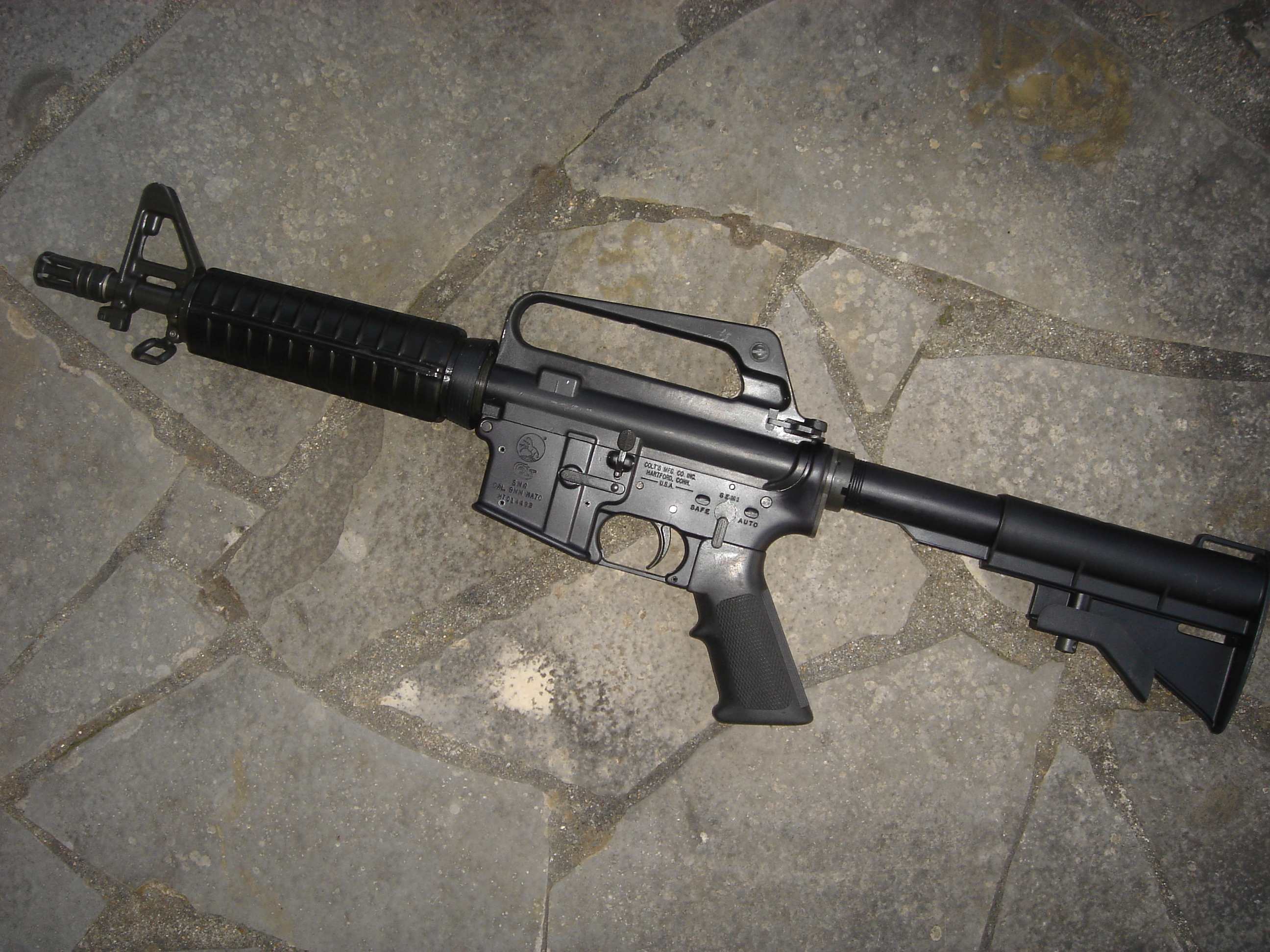
Lado esquerdo da Colt SMG 635.
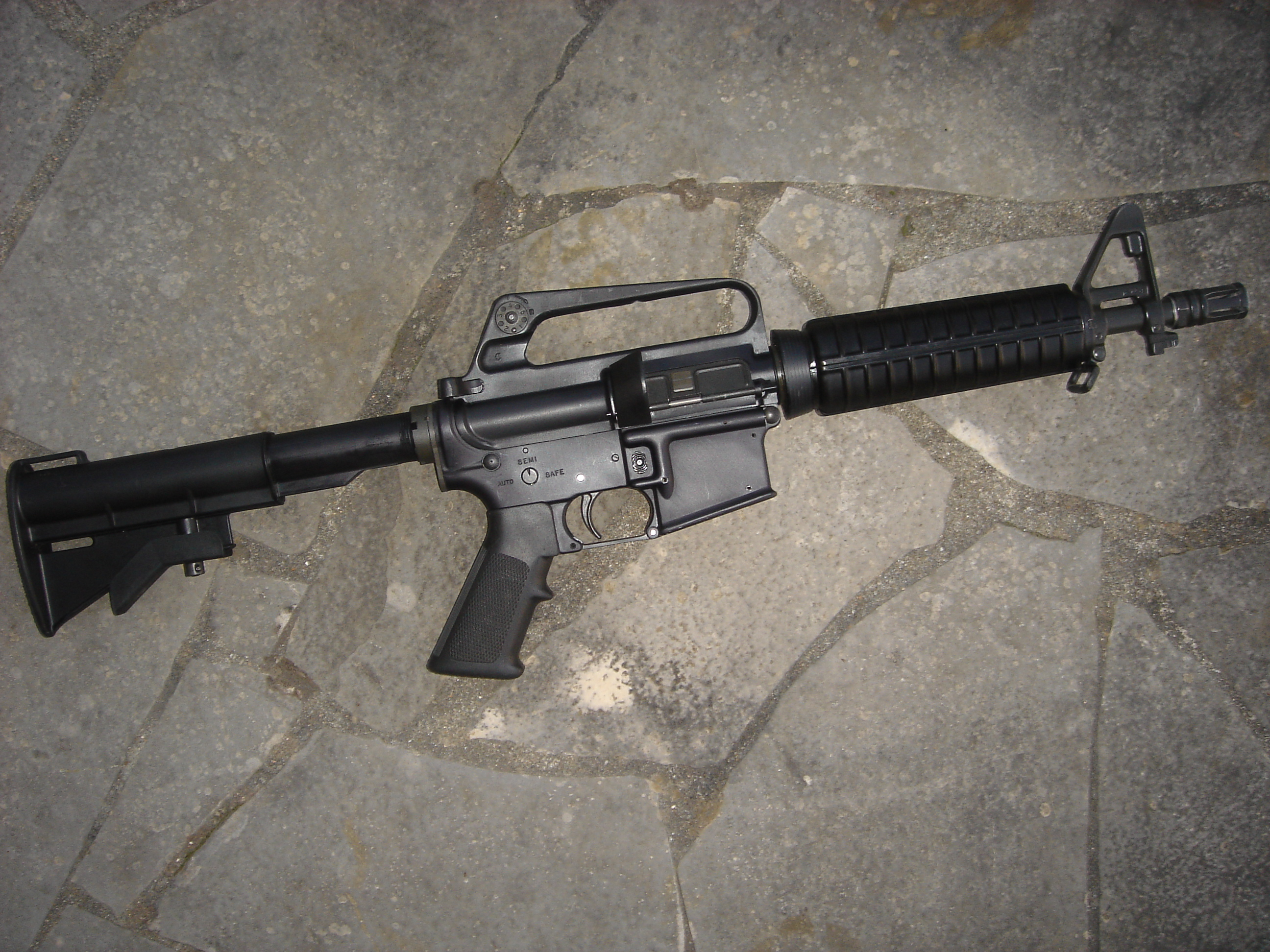
Lado direito da Colt SMG 635.
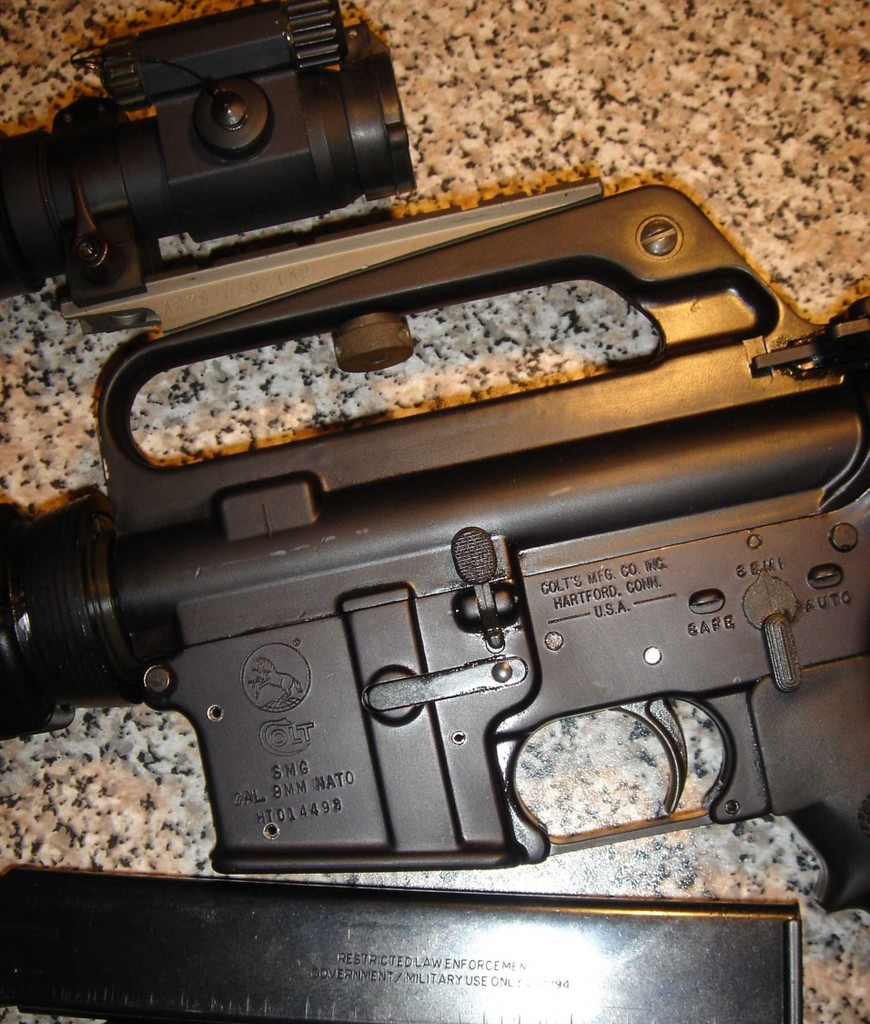
Colt SMG 635, um carregador e uma mira ML2 montada na alça de transporte.
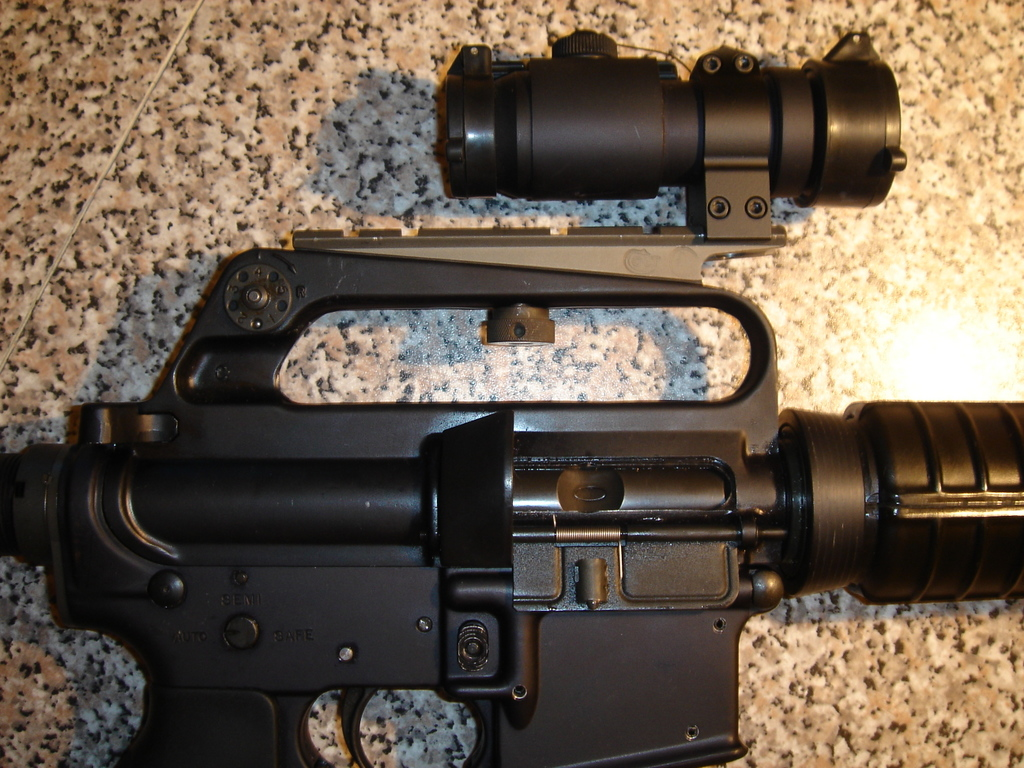
Colt SMG 635 com uma mira ML2 montada na alça de transporte.